# Hyposoter ruficrus
Hyposoter ruficrus är en stekelart som först beskrevs av Thomson 1887.  Hyposoter ruficrus ingår i släktet Hyposoter och familjen brokparasitsteklar. Inga underarter finns listade i Catalogue of Life.